# Romer-Simpson-Medaille
Die Romer-Simpson-Medaille (engl.: Romer-Simpson Medal) ist die höchste Auszeichnung der Society of Vertebrate Paleontology (Gesellschaft für Wirbeltierpaläontologie) für „anhaltende und herausragende wissenschaftliche Leistungen und Verdienste auf dem Gebiet der Wirbeltierpaläontologie“ (sustained and outstanding scholarly excellence and service to the discipline of vertebrate paleontology. Der Preis wurde nach den amerikanischen Wissenschaftlern Alfred S. Romer und George G. Simpson benannt.

## Preisträger
- 1987 Everett C. Olson
- 1988 Bobb Schaeffer
- 1989 Edwin H. Colbert
- 1990 Richard Estes
- 1991 keine Preisvergabe
- 1992 Loris S. Russell
- 1993 Zhou Mingzhen
- 1994 John H. Ostrom
- 1995 Zofia Kielan-Jaworowska
- 1996 Percy M. Butler
- 1997 Colin Patterson
- 1998 A. E. Wood
- 1999 Robert Warren Wilson
- 2000 John A. Wilson
- 2001 Malcolm McKenna
- 2002 Mary R. Dawson
- 2003 Rainer Zangerl
- 2004 Robert L. Carroll
- 2005 Donald E. Russell
- 2006 William A. Clemens
- 2007 Wann Langston, Jr.
- 2008 José Fernando Bonaparte
- 2009 Farish A. Jenkins
- 2010 Rinchen Barsbold
- 2011 Alfred W. Crompton
- 2012 Philip Gingerich
- 2013 Jack Horner
- 2014 Hans-Peter Schultze
- 2015 James Hopson
- 2016 Mee-mann Chang
- 2017 Philip J. Currie
- 2018 Anna K. Behrensmeyer
- 2019 Mike Archer
- 2020 Jenny Clack
- 2021 Blaire Van Valkenburgh
- 2022 David Krause
- 2023 Mark Norell